# Gottfred Eickhoff

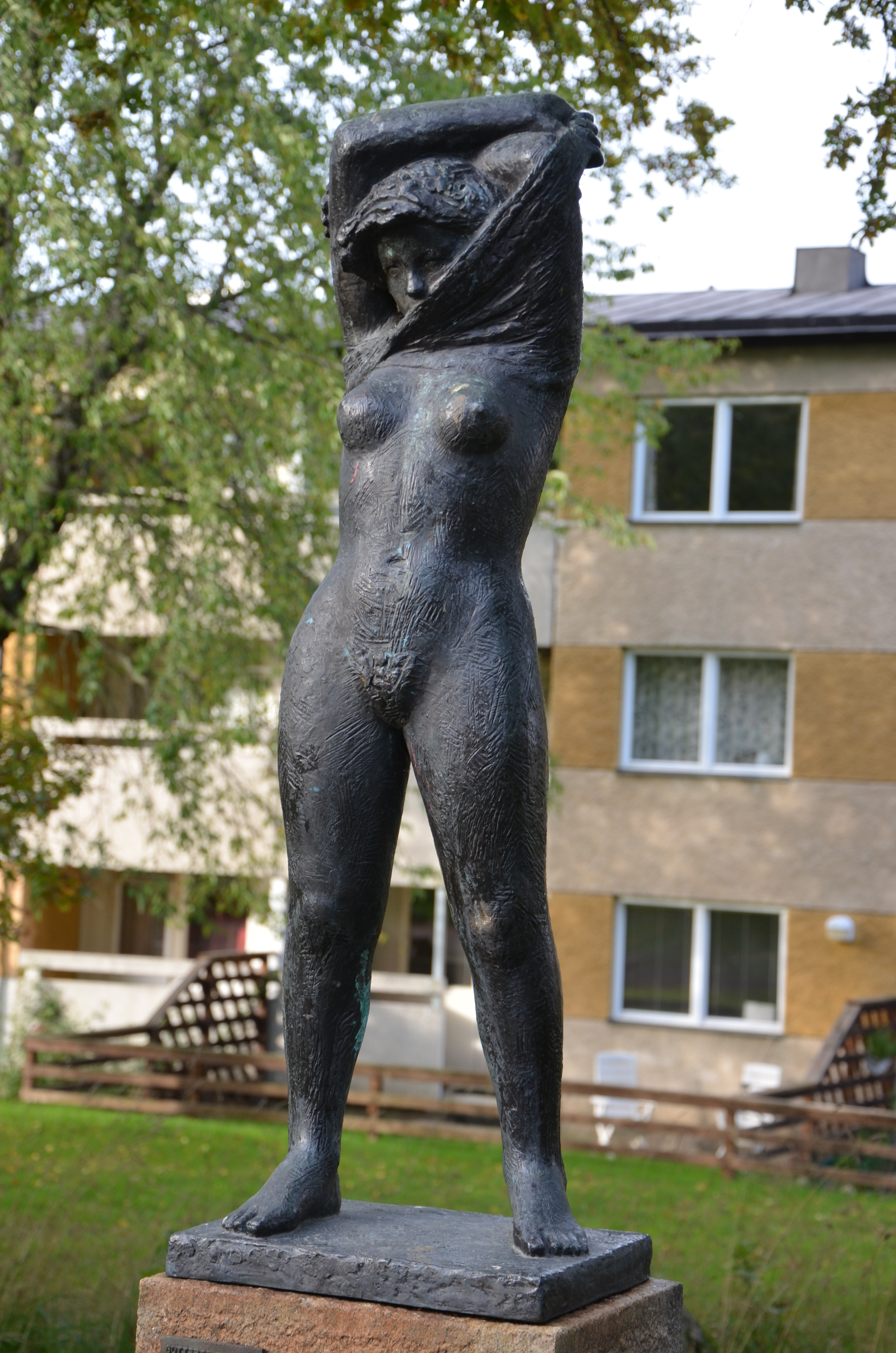
Ung pige i Skärholmen i Stockholm

Gottfred Eickhoff, född 11 april 1902 i Frederiksberg, död 26 juli 1982, var en dansk skulptör.
Gottfred Eickhoff studerade juridik, men skiftade inriktning 1926 och blev då lärjunge till Harald Giersing. Han fortsatte studera skulptur i Paris 1927-33 för Charles Despiau. Han hade under denna tid kontakter med bland andra Paul Cornet, Bror Hjorth, Adam Fischer och Astrid Noack.
Gottfred Eickhoff blev professor på Det Kongelige Danske Kunstakademi 1954. Han fick Eckersbergmedaljen 1944 och Thorvaldsenmedaljen 1976.